# Apostelgleicher
Apostelgleich (altgriechisch ἰσαπόστολος; lateinisch aequalis apostolis; rumänisch întocmai cu Apostolii; russisch равноапостольный; bulgarisch und serbisch-kyrillisch равноапостолни) werden einige Heilige in den orthodoxen Kirchen und den mit Rom unierten Kirchen genannt. Das Attribut kommt den Heiligen zu, die sich besonders um die Verbreitung und Durchsetzung des Christentums verdient gemacht haben, vergleichbar den Aposteln.

## Liste der Apostelgleichen (Auswahl)
- Maria Magdalena (1. Jahrhundert)
- Photina (1. Jahrhundert)
- Thekla (1. Jahrhundert)
- Apphia (1. Jahrhundert), Märtyrerin
- Aberkios (2. Jahrhundert)
- Helena (um 250–um 330), Mutter von Konstantin dem Großen
- Konstantin der Große (um 272–337), Kaiser von Konstantinopel
- Mirian III. (reg. 268–345), georgischer König
- Nino (um 296–um 340), „Erleuchterin Georgiens“
- Patrick von Irland (5. Jahrhundert), irischer Missionar
- Wynfreth-Bonifatius (673–755), angelsächsischer Mönch, Missionserzbischof, Apostel der Deutschen
- Kyrill von Saloniki (827–869), Slawenapostel
- Method von Saloniki (826–885), Slawenapostel
- Boris von Bulgarien († 907), bulgarischer Zar
- Olga (um 890–969), erste christliche Fürstin der Kiewer Rus
- Wladimir I. (um 960–1015), Großfürst von Kiew
- Stephan I. (969–1038), König von Ungarn
- Sava von Serbien (um 1174–1236), erster serbisch-orthodoxer Erzbischof
- Kosmas von Ätolien (1714–1779)
- Innokenti Weniaminow (1797–1879)
- Nikolai von Japan (1836–1912)